# تشهارملة
تشهارملة (بالفارسية: چهارمله) هي مستوطنة و قرية تقع في قسم زرنة الريفي (مقاطعة إيوان) في إيران. يقدر عدد سكانها بـ 772 نسمة بحسب إحصاء 2016.